# Club Voleibol Murillo 2014-2015
Questa voce raccoglie le informazioni riguardanti il Club Voleibol Murillo nelle competizioni ufficiali della stagione 2014-2015.

## Organigramma societario
Area direttiva
- Presidente: María Jesús López

Area tecnica
- Allenatore: Manuel Berenguel
- Allenatore in seconda: Carlos Arratia

## Rosa
| N° | Nome                 | Ruolo | Data di nascita  | Nazionalità sportiva |
| -- | -------------------- | ----- | ---------------- | -------------------- |
| 3  | Fernanda Gritzbach   | C     | 10 gennaio 1984  | Brasile              |
| 4  | Miriam López         | P     | 8 agosto 1988    | Spagna               |
| 5  | Amelia Portero       | S     | 28 maggio 1995   | Spagna               |
| 6  | Daniella da Silva    | S     | 10 maggio 1981   | Brasile              |
| 8  | Anna Espadalé        | C     | 8 gennaio 1989   | Spagna               |
| 10 | Yoraxi Melean        | P     | 5 gennaio 1975   | Spagna               |
| 11 | Daysa Delgado        | C     | 6 agosto 1987    | Spagna               |
| 13 | Helia González       | S     | 29 agosto 1985   | Spagna               |
| 14 | Noelia Sánchez       | S     | 15 febbraio 1982 | Spagna               |
| 15 | María Teresa Arratia | L     | 2 giugno 1987    | Spagna               |
| 17 | Iva Pejković         | C     | 3 luglio 1984    | Serbia               |
| 18 | Esther López         | L     | 29 novembre 1975 | Spagna               |